# نانسی والن
نانسی والن (به انگلیسی: Nancy Valen) (زاده ۱۶ دسامبر ۱۹۶۵) بازیگر آمریکایی است.
از فیلم‌های معروف او می‌توان به بازی در پسر عاشق اشاره کرد.
همچنین در سریال دوستان در فصل اول، قسمت ۱۴ به عنوان شخصیت لورین حضور دارد.